# Róger Guedes
Róger Krug Guedes (Ibirubá, 2 ottobre 1996) è un calciatore brasiliano, attaccante dell'Al-Rayyan.

## Carriera

### Club

#### Criciúma
Nato a Ibirubá, nello stato del Rio Grande do Sul, Guedes muove i suoi primi passi nel calcio professionistico nelle giovanili del Grêmio, che però si libera del suo cartellino nel 2011. Guedes, dunque, decide di trasferirsi al Criciúma, squadra con cui conclude tutta la trafila del settore giovanile nel 2015. Il suo debutto in prima squadra risale al 23 novembre 2014, quando la sua squadra pareggia in trasferta con il Flamengo 1–1 in una partita del Brasileirão: Guedes entra ad inizio secondo tempo e fornisce l'assist a Cléber Santana per il definitivo pareggio. Il suo primo goal in prima squadra arriva il 6 dicembre successivo, nella sconfitta per 2–1 subita dalla sua futura squadra, il Corinthians.
A partire dalla stagione 2015, Guedes rimane stabilmente in prima squadra, anche se retrocede in Série B con il Criciúma.

#### Palmeiras
Il 5 aprile 2016 Guedes viene ceduto al Palmeiras, che per il 25% del suo cartellino paga al Criciúma 2,5 milioni di real. Appena due settimane dopo Guedes debutta con la maglia del Verdão (sostituendo Alecsandro) nella vittoria casalinga per 2–0 contro il São Bernardo valevole per il Paulistão. Il 14 maggio 2016 Guedes segna il suo primo gol in carriera nel Brasileirão in occasione della netta vittoria per 4–0 che il Palmeiras infligge all'Athletico Paranaense. Nella sua prima stagione con il Palmeiras, Guedes mette a segno un totale di 4 gol in 31 presenze, contribuendo alla vittoria del campionato della sua squadra. Nel gennaio 2017, il Palmeiras rinnova il contratto di Guedes, ricevendo un bonus alla firma per aumentare la sua clausola di rescissione.
Nel 2017 viene pubblicato un video nel quale, durante una sessione di allenamento del Verdão, si vede Guedes compiere degli esercizi atletici in un campo di allenamento sullo sfondo. Nel video si vedono quindi i suoi compagni di squadra che lo inseguono, lo bloccano per terra e lo legano con una corda in presenza dell'allenatore della squadra, Cuca. Secondo successive dichiarazioni di Guedes, queste costrizioni fisiche erano pratica comune durante gli allenamenti del Palmeiras allo scopo di rafforzare lo spirito dei giovani calciatori in vista delle partite più importanti.

#### Atlético Mineiro
Il 27 dicembre 2017, Guedes si trasferisce all'Atlético Mineiro a titolo di prestito per un anno, con il Palmeiras che in cambio riceve Marcos Rocha. Guedes dichiara che la motivazione principale del suo trasferimento sono le aggressioni fisiche subite dai suoi compagni di squadra nel Verdão.

#### Shandong Luneng Taishan
Il 13 luglio 2018 Guedes viene nuovamente ceduto in prestito per un anno ai cinesi dello Shandong Luneng, con clausola obbligatoria di riscatto per la squadra cinese di 9,6 milioni di euro. Con la sua nuova squadra debutta il 28 luglio 2018 nel pareggio per 1–1 contro il Jiangsu Suning, diventandone un perno fondamentale (insieme all'italiano Graziano Pellè) dopo il trasferimento definitivo del suo cartellino. Con lo Shandong vince la Coppa di Cina nel 2020, grazie alla vittoria in finale per 2–0 sempre contro il Jiangsu.

#### Corinthians
Dopo aver rescisso il suo contratto con i cinesi dello Shandong, Guedes torna in Brasile firmando con gli acerrimi rivali del Palmeiras, il Corinthians. Durante la sua prima stagione in maglia bianconera, Guedes indossa la maglia n. 123, dato che il suo tradizionale numero 23 (in ricordo del compleanno di suo figlio) è già stato preso da Fagner. Per gran parte della stagione 2022 veste la maglia n. 9, per poi ottenere la prestigiosa maglia n. 10 quando Willian rescinde il suo contratto con il Corinthians, liberando tale numero di maglia.

## Statistiche

### Presenze e reti nei club
Statistiche aggiornate al 16 luglio 2023.
| Stagione               | Squadra                | Campionato             | Campionato | Campionato | Coppe nazionali | Coppe nazionali | Coppe nazionali | Coppe continentali | Coppe continentali | Coppe continentali | Altre coppe | Altre coppe | Altre coppe | Totale | Totale | Totale |
| Stagione               | Squadra                | Comp                   | Pres       | Reti       | Comp            | Pres            | Reti            | Comp               | Pres               | Reti               | Comp        | Pres        | Reti        | Pres   | Reti   |        |
| ---------------------- | ---------------------- | ---------------------- | ---------- | ---------- | --------------- | --------------- | --------------- | ------------------ | ------------------ | ------------------ | ----------- | ----------- | ----------- | ------ | ------ | ------ |
| 2014                   | Criciúma               | PD/SC+A                | 0+3        | 1          | CB              | 0               | 0               |                    | -                  | -                  |             | -           | -           | 3      | 1      |        |
| 2015                   | Criciúma               | PD/SC+B                | 19+21      | 2+2        | CB              | 2               | 0               |                    | -                  | -                  |             | -           | -           | 42     | 4      |        |
| 2016                   | Criciúma               | PD/SC+B                | 14+0       | 3+0        | CB              | 0               | 0               |                    | -                  | -                  | PL          | 3           | 0           | 17     | 3      |        |
| Totale Criciuma        | Totale Criciuma        | Totale Criciuma        | 57         | 8          |                 | 2               | 0               |                    | -                  | -                  |             | 3           | 0           | 62     | 8      |        |
| 2016                   | Palmeiras              | A1/SP+A                | 2+31       | 0+4        | CB              | 1               | 0               |                    | -                  | -                  |             | -           | -           | 34     | 4      |        |
| 2017                   | Palmeiras              | A1/SP+A                | 12+26      | 4+4        | CB              | 4               | 0               | CL                 | 7                  | 0                  |             | -           | -           | 49     | 8      |        |
| Totale Palmeiras       | Totale Palmeiras       | Totale Palmeiras       | 71         | 12         |                 | 5               | 0               |                    | 7                  | 0                  |             | -           | -           | 83     | 12     |        |
| 2018                   | Atlético Mineiro       | M1/MG+A                | 8+12       | 2+9        | CB              | 8               | 2               |                    | -                  | -                  | CS          | 0           | 0           | 28     | 13     |        |
| 2018                   | Shandong Taishan       | SL                     | 9          | 2          | CC              | 1               | 0               |                    | -                  | -                  |             | -           | -           | 10     | 2      |        |
| 2019                   | Shandong Taishan       | SL                     | 21         | 12         | CC              | 4               | 1               | CL                 | 1                  | 0                  |             | -           | -           | 26     | 13     |        |
| 2020                   | Shandong Taishan       | SL                     | 11         | 6          | CC              | 6               | 6               |                    | -                  | -                  |             | -           | -           | 17     | 12     |        |
| Totale Shandong Luneng | Totale Shandong Luneng | Totale Shandong Luneng | 41         | 20         |                 | 11              | 7               |                    | 1                  | 0                  |             | -           | -           | 53     | 27     |        |
| 2021                   | Corinthians            | A1/SP+A                | 0+19       | 7          |                 | -               | -               |                    | -                  | -                  |             | -           | -           | 19     | 7      |        |
| 2022                   | Corinthians            | A1/SP+A                | 14+36      | 4+10       | CB              | 8               | 1               | CL                 | 8                  | 0                  |             | -           | -           | 66     | 15     |        |
| 2023                   | Corinthians            | A1/SP+A                | 13+15      | 8+7        | CB              | 7               | 3               | CL+CS              | 5+1                | 3+0                |             | -           | -           | 41     | 21     |        |
| Totale Corinthians     | Totale Corinthians     | Totale Corinthians     | 97         | 36         |                 | 15              | 4               |                    | 14                 | 3                  |             | -           | -           | 126    | 43     |        |
| 2023-2024              | Al-Rayyan              | QSL                    | 22         | 19         | QSC+EQC         | 2+2             | 0+3             |                    | -                  | -                  | QC          | 2           | 0           | 28     | 22     |        |
| 2024-2025              | Al-Rayyan              | QSL                    | 7          | 4          | QSC+EQC         | 3+0             | 1+0             | ACL                | 3                  | 2                  | -           | -           | -           | 13     | 7      |        |
| Totale Al Rayyan       | Totale Al Rayyan       | Totale Al Rayyan       | 29         | 23         |                 | 7               | 4               |                    | 3                  | 2                  |             | 2           | 0           | 41     | 29     |        |
| Totale Carriera        | Totale Carriera        | Totale Carriera        | 315        | 110        |                 | 48              | 17              |                    | 25                 | 5                  |             | 5           | 0           | 393    | 132    |        |

## Palmarès

### Club

#### Competizioni nazionali
- Campionato brasiliano: 1

Palmeiras: 2016
- Coppa della Cina: 1

Shandong Luneng: 2020

### Individuale
- Capocannoniere della Qatar Stars League: 1

2024-2025